# Straten en pleinen in Brugge-centrum
De historische binnenstad van Brugge, tot in de 19de eeuw volledig (en thans nog grotendeels) door grachten omringd en afgezonderd van zijn omgevende wijken en (deel)gemeenten, telt ongeveer 380 straten en pleinen die het geheel uitmaken van het stratenpatroon.

## Oorsprong
In den beginne waren er geen straatnamen, nauwelijks plaatsnamen. Men gaf aan elk huis van enige betekenis een naam als herkenningsteken. Het kon de naam van de bewoner zijn, of om het even welke onderscheidende naam. Vanaf de periode dat, op het einde van de 10de eeuw, een eerste omwalling rond de circa 60 ha van de aangroeiende stad werd aangelegd, begon men stilaan een naam te geven aan plekken en aan beginnende straten. Voor sommige straten was er al een naam sinds de twaalfde eeuw. Het is vooral vanaf de aanleg van de tweede omwalling in 1297, dat meer behoefte ontstond om op de nu circa 350 ha van de stad betere plaatsaanduidingen te hebben.
Geen enkele overheid bemoeide zich met het geven van een straatnaam. Het was gewoon het dagelijks gebruik, 'de volksmond', die hierin voorzag. De meest voor de hand liggende aanduidingen die werden aangewend waren:
- de bodemtoestand of het uitzicht van de straat:

Balstraat, Bilkske, Blekersstraat, Bloedput, Blokstraat, Boeveriestraat, Braambergstraat, Breidelstraat, Coupure, Hoogstuk, Kortewinkel, Kraanplein, Kruitenbergstraat, Lane, Leeuwstraat, Oostmeers Westmeers Zonnekemeers en Sint-Jan in de Meers, Moerstraat, Molenmeers, Neststraat, Noordzandstraat en Zuidzandstraat, Oude Zak, Raamstraat, Sledestraat, Venkelstraat, Verbrand Nieuwland, Vlamingstraat, Waalsestraat, Westmeers, Wijngaardstraat, Wulfhagestraat, enz.
- de aanwezigheid van een algemeen bekende persoon of van een woonhuis of eigendom die hem toebehoorde:

Bakkersstraat, Boninvest, Boudewijn Ravestraat, Elisabeth Zorghestraat, Geerolfstraat, Geerwijnstraat, Gistelhof, Gloribusstraat, 's-Gravenstraat, Hoedenmakersstraat, Hugo Losschaertstraat, Jan Boninstraat, Jan Miraelstraat, Koningstraat, Koopmansstraat, Kopstraat, Leffingestraat, Maagdenstraat, Palmstraat, Poitevinstraat, Robijnstraat, Roompotstraat, Schrijversstraat, Snaggaardstraat, Strostraat, Timmermansstraat, Torenbrug, Twijnstraat, Walweinstraat, Willemstraat, Zwijnstraat, enz.
- de aanwezigheid van een openbaar gebouw, een kerk of klooster, het consulaat van een vreemde natie, enz.:

Annuntiatenstraat, Augustijnenrei, Begijnhof, Biskajersplein, Carmersstraat, Colettijnenstraat, Eekhoutstraat, Engelsestraat, Heilige-Geeststraat, Hertsbergestraat, Jakobijnessenstraat, Jeruzalemstraat, Kartuizerinnenstraat, Mariastraat, Minderbroedersstraat, Oude Burg, Predikherenstraat, Prinsenhof, Sarepta, Spanjaardstraat, Stalijzerstraat, Willemijnendreef en alle straten en pleinen beginnende met Sint-, enz.
- de aanwezigheid van ateliers of van meerdere beoefenaars van eenzelfde beroep:

Beenhouwersstraat, Boterhuis, Cordoeaniersstraat, Eiermarkt, Garenmarkt, Grauwwerkersstraat, Huidenvettersplein, Kammakersstraat, Keersstraat, Kelkstraat, Koolbrandersstraat, Kuipersstraat, Meestraat, Ontvangersstraat, Peerdenstraat, Pottenmakersstraat, Rijkepijndersstraat, Smedenstraat, Speelmansstraat, Speelmansrei, Steenhouwersdijk, Verversdijk, Vuldersstraat, Korte Vuldersstraat, Witte- en Zwarteleertouwersstraat, enz.
- de naam van een opmerkelijk huis of van een herberg:

Artoisstraat, Blinde-Ezelstraat, Driekroezenstraat, Gapaardstraat, Haanstraat, Helmstraat, Hemelrijk, Ieperstraat, Kalkovenstraat, Kandelaarstraat, Kemelstraat, Klaverstraat, Klokstraat, Konfijtstraat, Leemputstraat, Maagdendal, Middelburgstraat, Mortierstraat, Oranjeboomstraat, Oude Zomerstraat, Schaarstraat, Spiegelrei, Sterstraat, Sulferbergstraat, Visspaanstraat, Zevensterrestraat, enz.

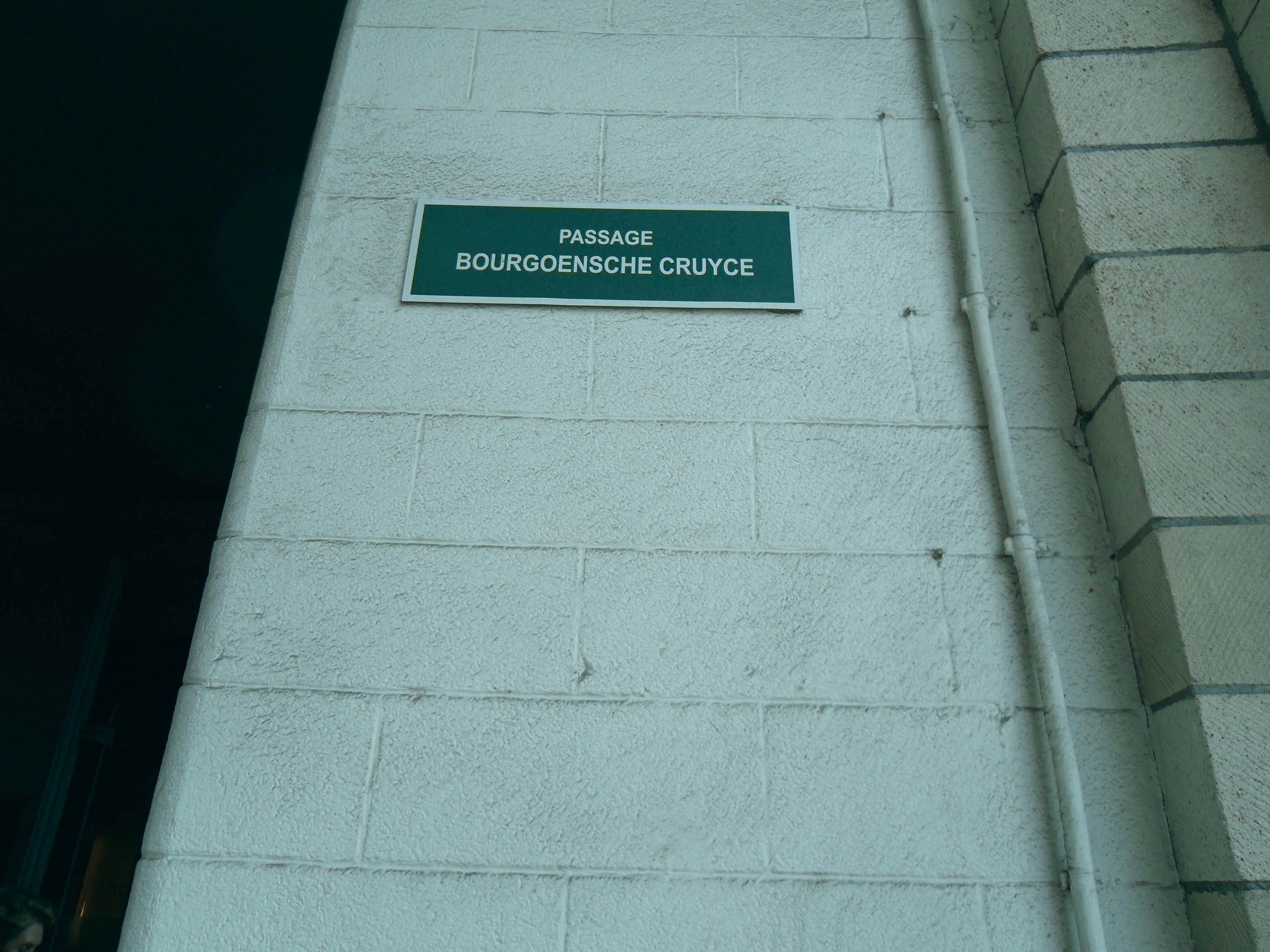
Tot in 1790 was het 'de volksmond' die een naam gaf aan straten en pleinen. In de 21ste eeuw durft ook nog weleens een burger zelf een (officieel onbestaande) naam geven en een bord hangen, zoals hier

Het is pas vanaf het begin van de 19de eeuw dat het stadsbestuur, uitzonderlijk, de naam van een prominente Bruggeling eerde door hem met een straatnaam te herdenken. Dit gebeurde toen ter ere van Joseph Suvée en Nicolaas Despars. In 1827 kreeg het plein waar het standbeeld van Simon Stevin zou worden opgericht, zijn naam. Rond 1866 werd aan twee nieuw aangelegde straten de naam van twee Brugse beroemdheden gegeven: Adriaan Willaert en Jacob van Oost. In dezelfde periode of later werden Jan van Eyck, Hans Memling, Joos de Damhouder en Pieter Pourbus met een straat- of pleinnaam bedacht. Alle overige straten en pleinen in de historische stad met een persoonsnaam - 19 in totaal - kregen die voor een paar onder hen op het einde van de 19de eeuw, maar overwegend in de loop van de 20ste eeuw, bij de aanleg van nieuwe straten of lanen.
Soms werd meer dan één naam aan een straat gegeven. In de loop van de tijden was er dan altijd wel eentje dat de bovenhand kreeg en de andere namen verdrong. Er was ook soms een naam die aan verschillende straten werd gegeven, maar ook daar bleef er uiteindelijk maar een van over.
De straatnamen uit vroegere tijden zijn tot ons gekomen dankzij aantekeningen in allerhande documenten. Een verkoopakte, een erfenisverdeling, een bouwactiviteit, een fiscale aanslag, het waren allemaal documenten waarin een plaatsbepaling kon voorkomen. Naast een straatnaam, kon dit ook de naam van een eigendom of van een huis zijn. De meeste huizen hadden immers een naam in de middeleeuwen. De geleerde Karel De Flou heeft tijdens zijn levenslange opzoekingen ontelbaar vele documenten doorgenomen en er de vermelde straatnamen (naast veel andere plaatsnamen) uit genoteerd.
Een voorname bron is het Cijnsboek van den Disch van de Onze-Lieve-Vrouwekerk uit 1399 waarin een 280 plaatsbepalingen, meestal straatnamen, werden vermeld. In 1580 werd het kadaster van de stad Brugge opgemaakt en werd wijk per wijk en straat per straat een inventaris opgemaakt van elke eigendom. Deze inventaris die de naam droeg van Register der Zestendelen (elk van de zes wijken, genummerd van A tot F, was een 'zestendeel'), bleef tot omstreeks 1800 in gebruik en hierin werden alle wijzigingen in de eigendomstoestand van een goed opgetekend. Als er wijzigingen aan straatnamen gebeurden, dan kwam dit vaak ook hierin tot uiting.
Pas in 1790 bemoeide de overheid zich voor het eerst met de namen van straten en pleinen, naar aanleiding van het aanbrengen van huisnummers. Die nummers werden met een zo degelijke verf geschilderd dat men er in het begin van de 21ste eeuw nog verschillende kan aanwijzen. De lijst van de vastgestelde straatnamen werd gepubliceerd en sedertdien is hierin nog nauwelijks wijziging gekomen. In 1850 werden de namen nog eens herbekeken en door het gemeentebestuur in beide landstalen vastgelegd.
In 1936 werd opnieuw aan de lijst van straatnamen gesleuteld. Naar aanleiding van de definitieve vernederlandsing van de straatnaamborden (die tot dan tweetalig waren) werden heel wat kleinere wijzigingen aan de schrijfwijze aangebracht. Ook werden namen, die men voordien officieel had gemaakt maar door de bevolking nauwelijks werden gebruikt, vervangen door de naam die 'de volksmond' er had aan gegeven en bleef gebruiken.
Toen in 1971 de stad Brugge met haar randgemeenten en een paar poldergemeenten verenigd werd in één nieuwe stad Brugge, werden de dubbele of meervoudig gebruikte identieke of sterk op elkaar lijkende namen vervangen door nieuwe namen. In totaal werden 156 straatnamen gewijzigd. Binnen de historische stad waren het er slechts acht, vooral omdat de straatnamen in de binnenstad een steviger historische basis hadden dan meer recente namen op de vroegere randgemeenten. Sindsdien zijn nog nieuwe straten in de historische stad bij gekomen, naar aanleiding van verkavelingen. Er is ook herhaaldelijk gesleuteld aan de schrijfwijze, ingevolge de wisselende ideeën en spellingvoorschriften. Dit proces is niet ten einde.

## Straten

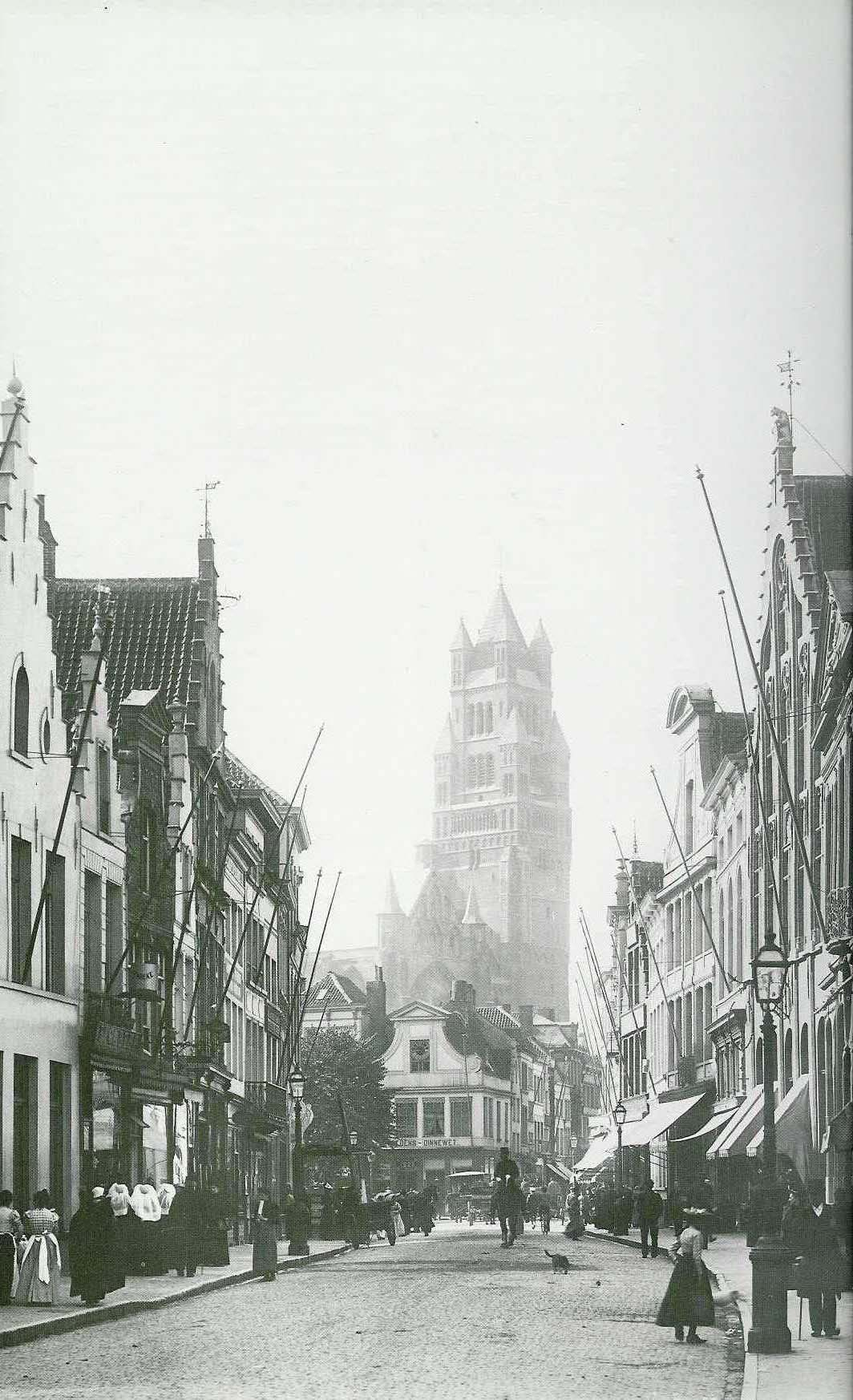
De Steenstraat is al eeuwen de belangrijkste straat in Brugge

In 1850 gaf Gailliard in zijn Histoire de Bruges een lijst van 316 straten en pleinen in de stad Brugge binnen de wallen. Hoewel de stad in de meeste wijken dicht bebouwd is en dus nog weinig plaats voor nieuwe straten overblijft, telt de historische binnenstad anno 2012 circa 380 straten en pleinen. Er is dus toch nog een tamelijke evolutie en expansie geweest.
Men kan verschillende onderverdelingen maken in die straatnamen.
Wat de suffixen betreft is er een overwicht met 'straat', maar er is niettemin toch een grote variatie. De onderverdeling is grosso modo als volgt:
- 240 namen eindigen op 'straat',
- 56 namen hebben gewoon geen suffix en zijn een plaatsnaam of toponiem,
- 30 eindigen op 'plaats' of 'plein',
- 17 namen eindigen op rei, kaai of dijk,
- 14 namen eindigen op baan, pad, warande, dreef, weg,
- 6 namen eindigen op laan.

Men kan ook een onderverdeling van de straten maken volgens hun belangrijkheid, grosso modo als volgt:
- 21 hoofdstraten, met name de straten die van de Grote Markt leiden naar een van de nog bestaande poorten of andere toegangen tot de stad, alsook lanen rondom de binnenstad,
- 225 straten van enig belang, hetzij alle straten die een breedte van minstens een tiental meter hebben en een normaal verkeer toelaten,
- 101 kleine verbindingsstraten die gelegen zijn tussen twee grotere straten en die een geringere straatbreedte hebben, evenals steegjes en doodlopende straatjes die voor voetgangers toegankelijk zijn,
- 30 pleinen.

## Pleinen

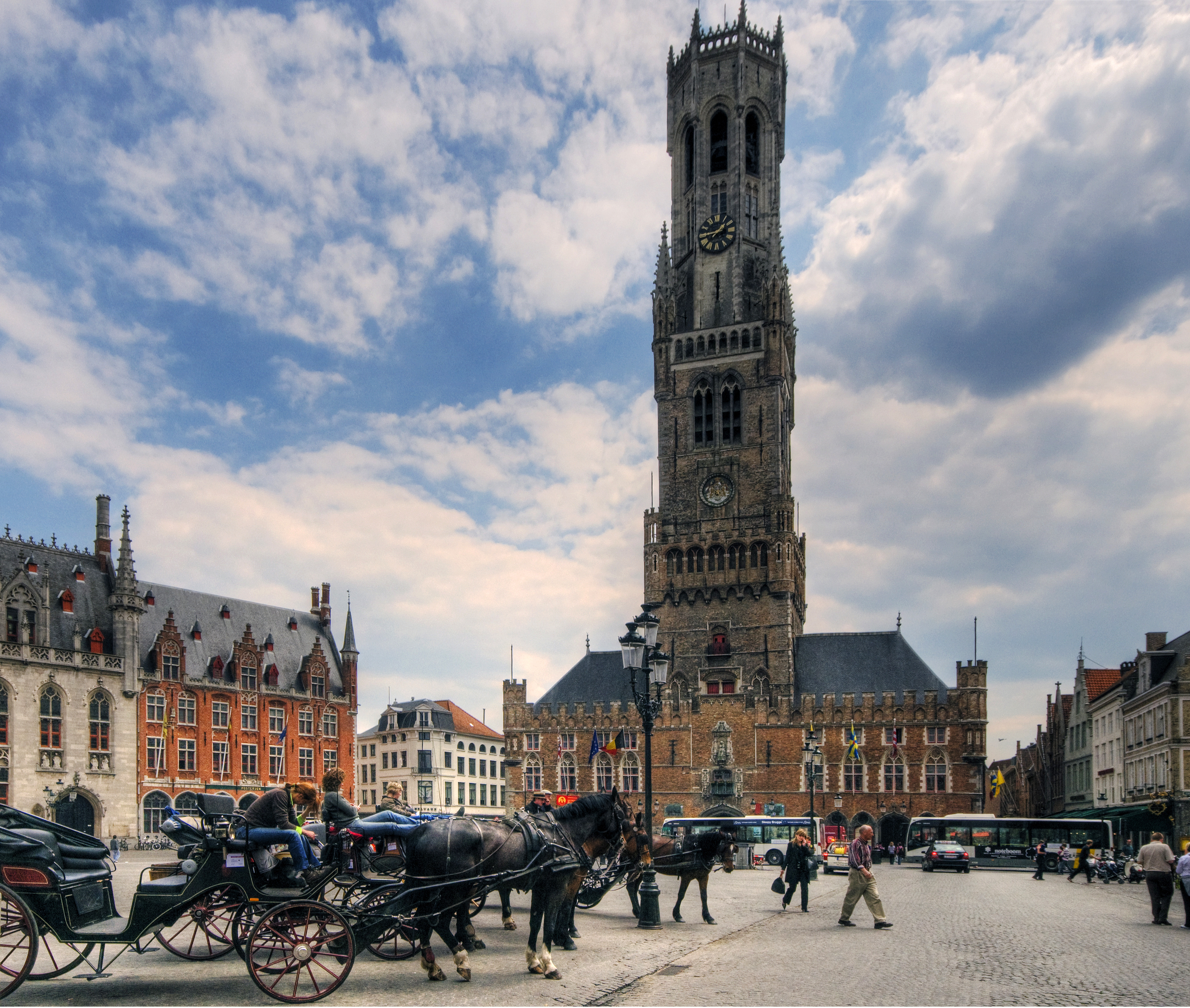
De Grote Markt of Markt is sinds eeuwen de plek waar 'het' in Brugge gebeurde.

De Brugse straten en pleinen staan op Wikipedia elk in een afzonderlijke categorie vermeld. Op de alfabetische "Lijst van straten en pleinen" is het dertigtal pleinen bij de straten gevoegd, omdat beide als geografische aanduiding binnen de stad samen horen en één geheel uitmaken.
Een historische stad is het resultaat van eeuwenlange toevallige en niet geplande stedenbouw. De meestal kronkelende en vaak nauwe straten en stegen wisselen af met grotere of kleinere pleinen. In sommige wijken volgen de pleinen en pleintjes elkaar op, als waren ze aan elkaar geregen. Voorbeeld: vertrekkende van het Oosterlingenplein, wandelt men opeenvolgend naar de Woensdagmarkt, het Jan van Eyckplein, het Biskajersplein, het Kraanplein, het Sint-Jansplein, de Burg, de Vismarkt en het Huidenvettersplein.
Sommige pleinen hebben een eigennaam waar geen suffix wordt aan toegevoegd. Bij andere hoort het suffix 'markt'. De inwoners van Brugge gebruiken in de omgang het suffix 'plein' enkel wanneer het om recente pleinen gaat, die meestal buiten de historische binnenstad gelegen zijn. Voor de Brugse pleinen gebruikt men steeds het suffix 'plaats' (in de streektaal: 'platse'). In 1972, toen na de fusie van Brugge en randgemeenten de lijst van de straatnamen werd herzien, adviseerde de raadgevende commissie voor toponymie en straatnamen, op het gezag van taalkundigen, het suffix 'plaats' te behouden, als aanvaard Nederlands synoniem voor plein. Er ontspon zich hierover een discussie in de gemeenteraad, maar de voorstander van het woord 'plein', raadslid Omer Dombrecht, kreeg geen bijval. Een nieuw schepencollege, waarin de voorstander van 'plein' zitting had, nam in 1978 dan toch, ondanks het negatief advies van de raadgevende commissie voor toponymie en straatnamen, de beslissing om op 'plein' over te stappen met de uitzondering van Mallebergplaats. De naamkundige dr. Frans Debrabandere schreef hierover: In Brugge werden alle straatnamen op -plaats ten onrechte vervangen door "plein".

## Franse Tijd
Tijdens de Franse periode (1795-1814) werden de namen van de straten in het Frans vertaald. Dit gebeurde aanvankelijk informeel, maar in 1806-1807 op een systematische wijze.
De vertalingen dienden door het stadsbestuur te worden gedaan en voorgelegd aan de prefectuur, die nog heel wat wijzigingen aanbracht. De vertalingen neigden soms naar het absurde, omdat men gewoon de naam in het Nederlands niet meer begreep.
De prefectuur legde ook enkele ronkende namen op ter ere van de keizer en van zijn overwinningen, in vervanging van de bestaande namen, als volgt:
- Grote Markt: Grande Place Napoleon,
- Steenstraat & Zuidzandstraat: Rue de l'Impératrice,
- Potterierei: Quai Joséphine,
- Langerei: Quai Napoléon,
- Predikherenstraat: Rue Impériale,
- Verversdijk: Quai Marengo,
- Hoogstraat: Rue d'Iéna,
- Spinolarei: Quai d'Eylau,
- Katelijnestraat: Rue d'Austerlitz,
- Burg: Place de la Préfecture.

Deze namen verdwenen onmiddellijk na het vertrek van de Fransen en men keerde automatisch terug naar de vroegere.

## Straatjes zonder naam
Ondanks de vlijt waarmee tot het kleinste steegje van een straatnaam werd voorzien, zijn er toch enkele door de mazen van het net geglipt en gaan naamloos door het leven, of worden mee vernoemd met de hoofdstraat waar ze hun oorsprong vinden.

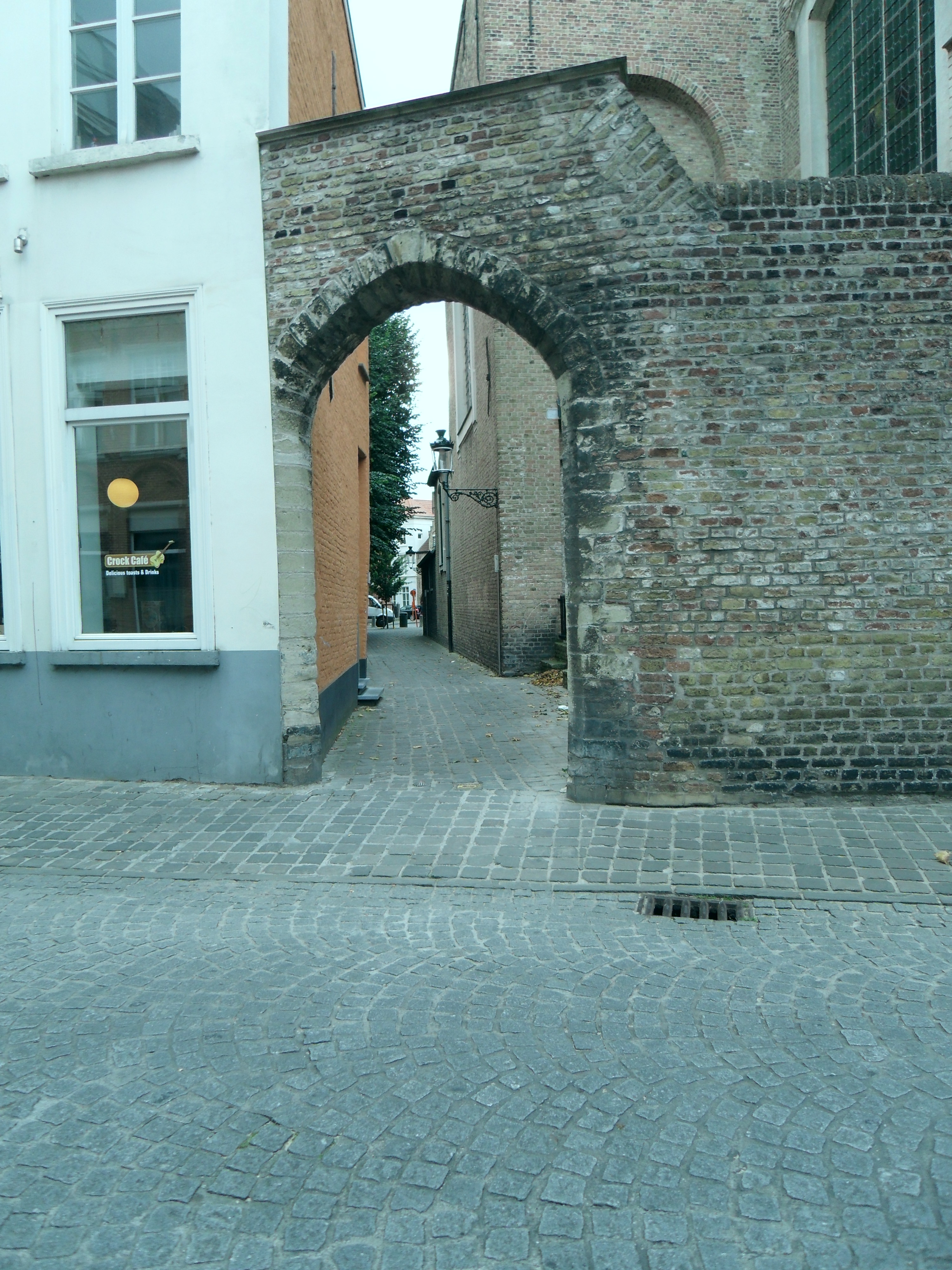
Van de Sint-Jakobsstraat naar het Sint-Jakobsplein loopt een druk bewandelde steeg die zonder naam is gebleven.
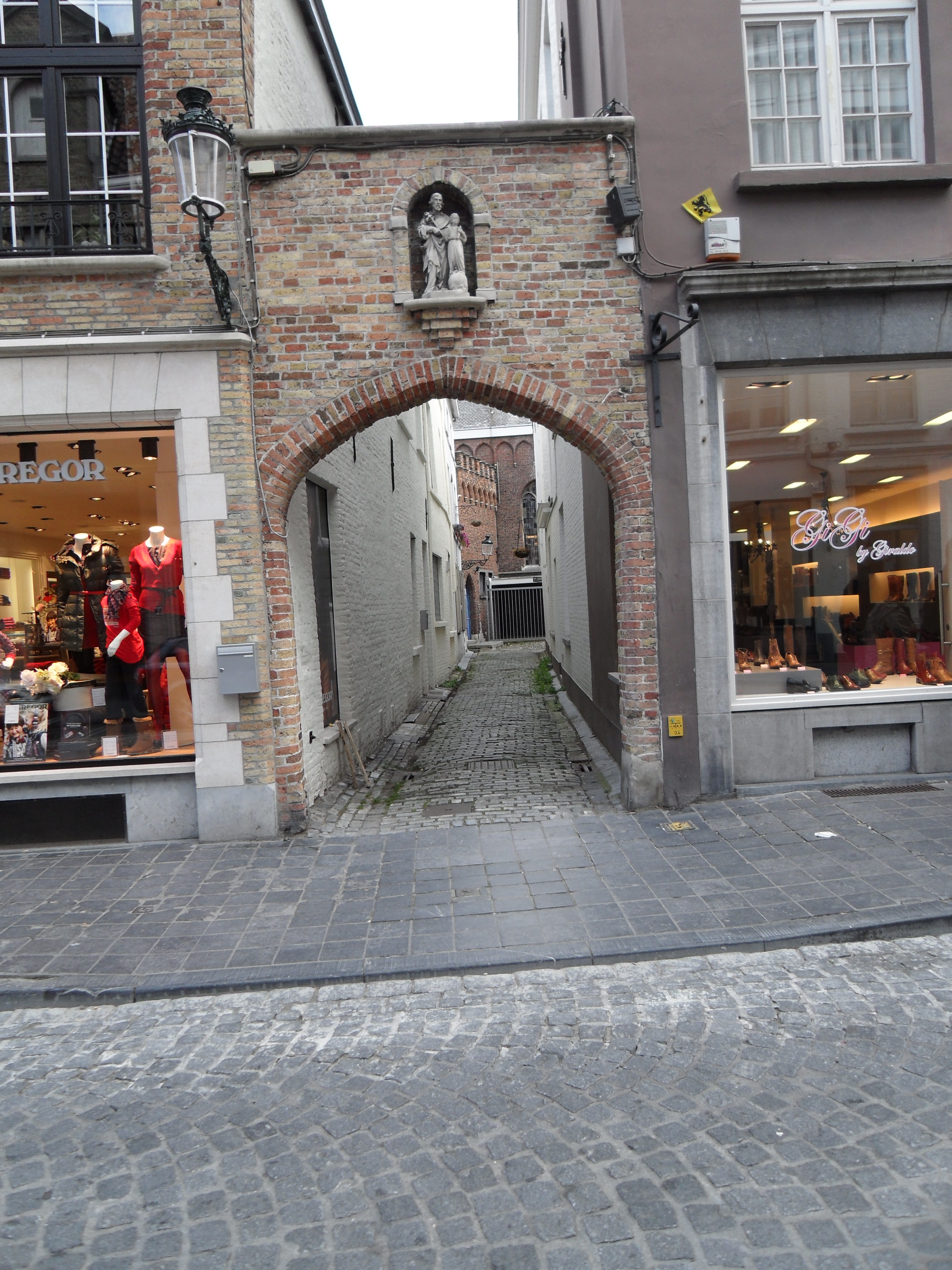
Doodlopende steeg in de Noordzandstraat, zonder eigen naam en die door de volksmond het 'Nunnegat' wordt genoemd. De huisnummering loopt mee met die van de Noordzandstraat.
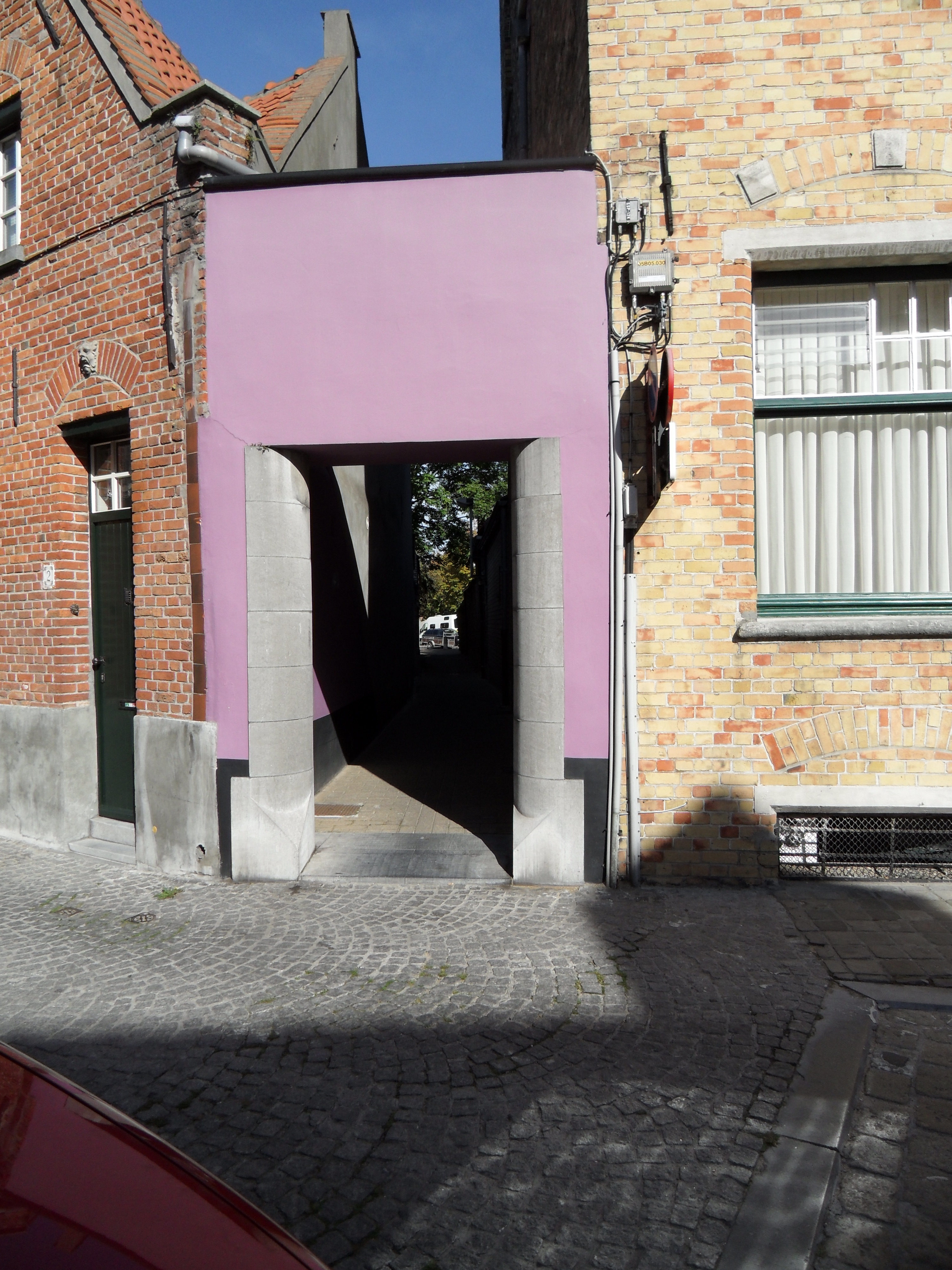
Een steegje zonder naam in de Lange Raamstraat
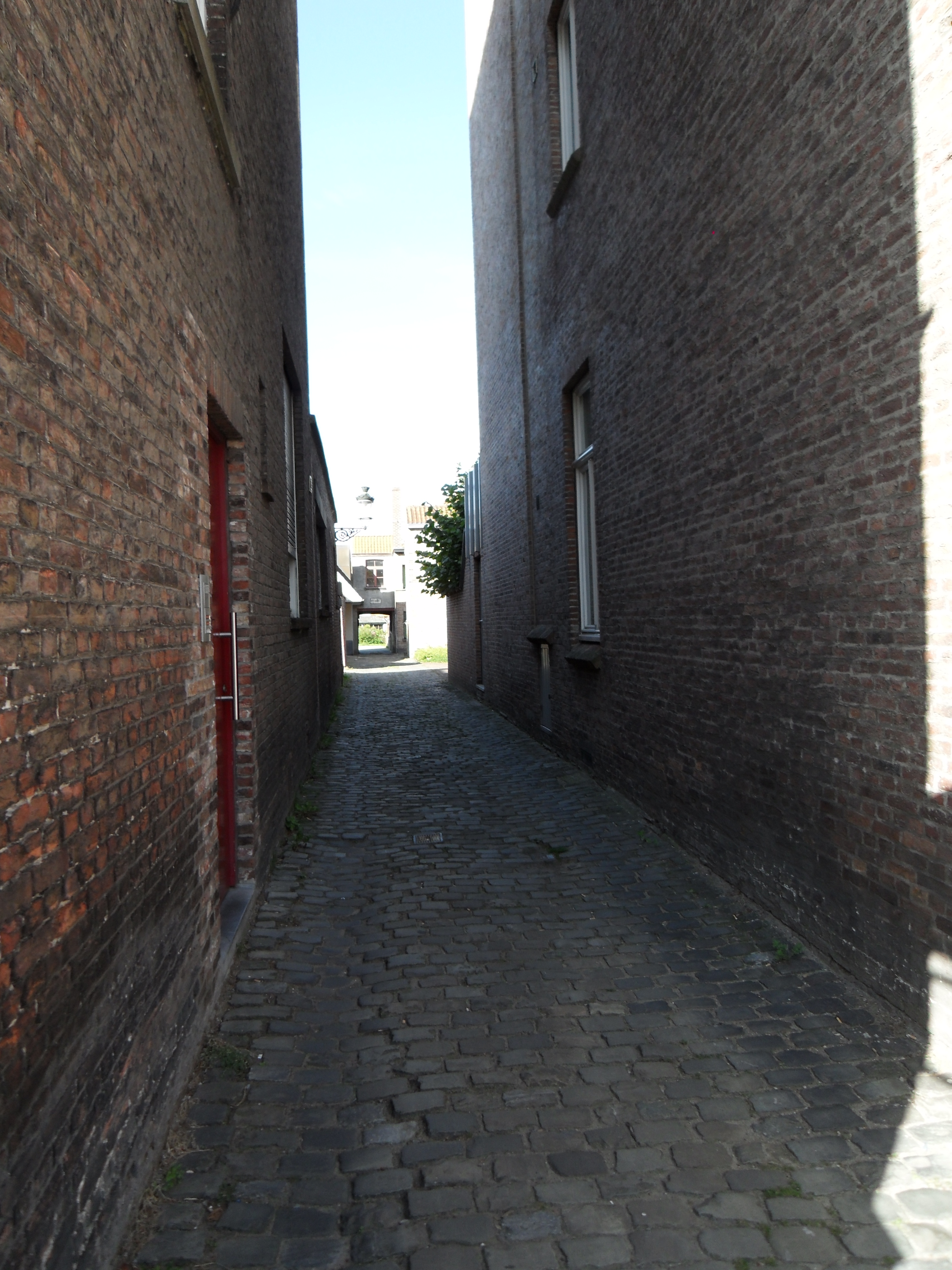
Steeg zonder naam aan de Langerei. De huisnummering loopt door met die van de Langerei.
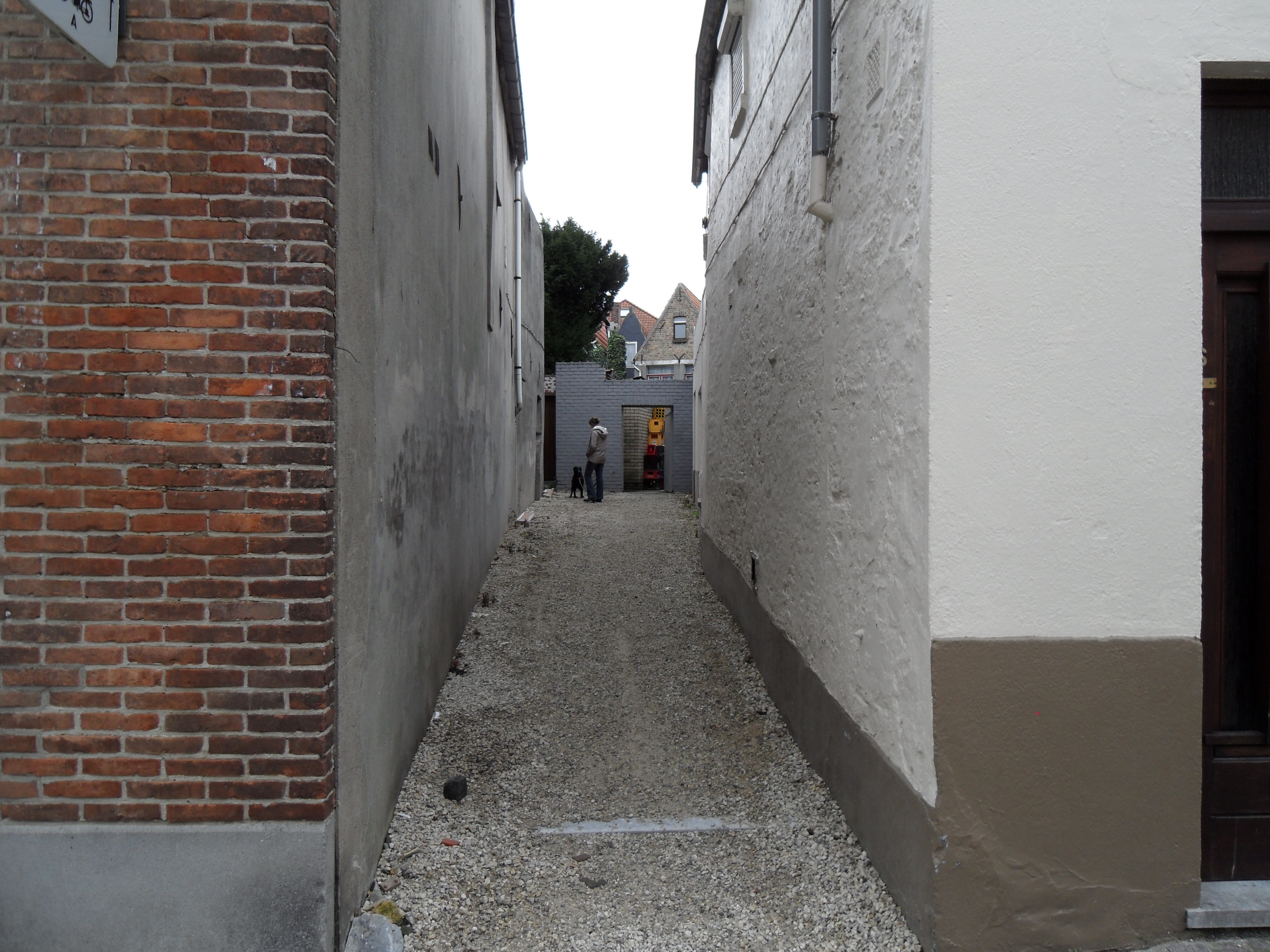
Een doodlopend steegje zonder naam in het Verbrand Nieuwland.
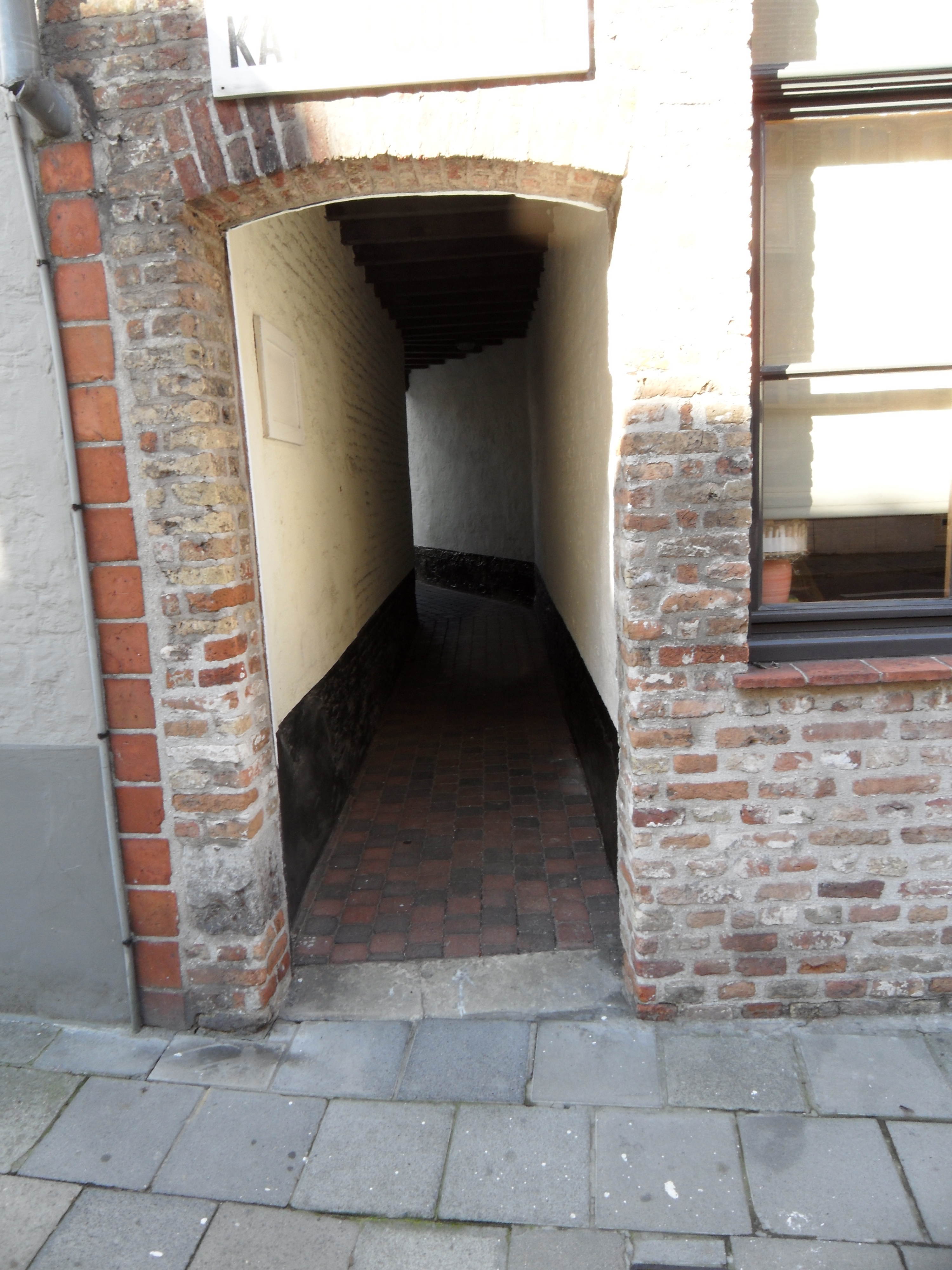
Dit steegje heeft geen officiële maar wel een officieuze naam: het Kattepoortje. Het leidt naar enkele knusse Brugse huisjes.
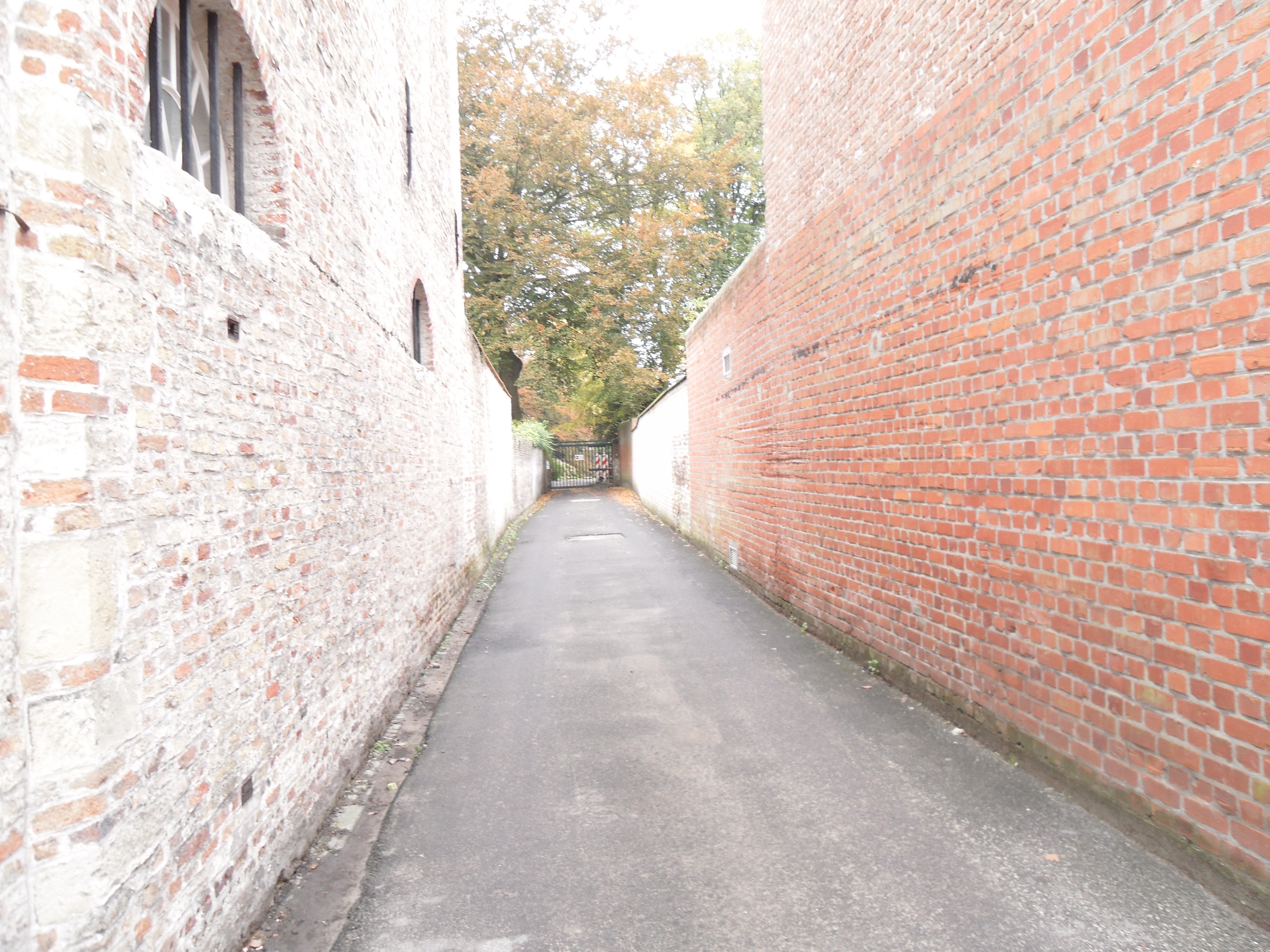
Steeg zonder naam in de Nieuwe Gentweg.
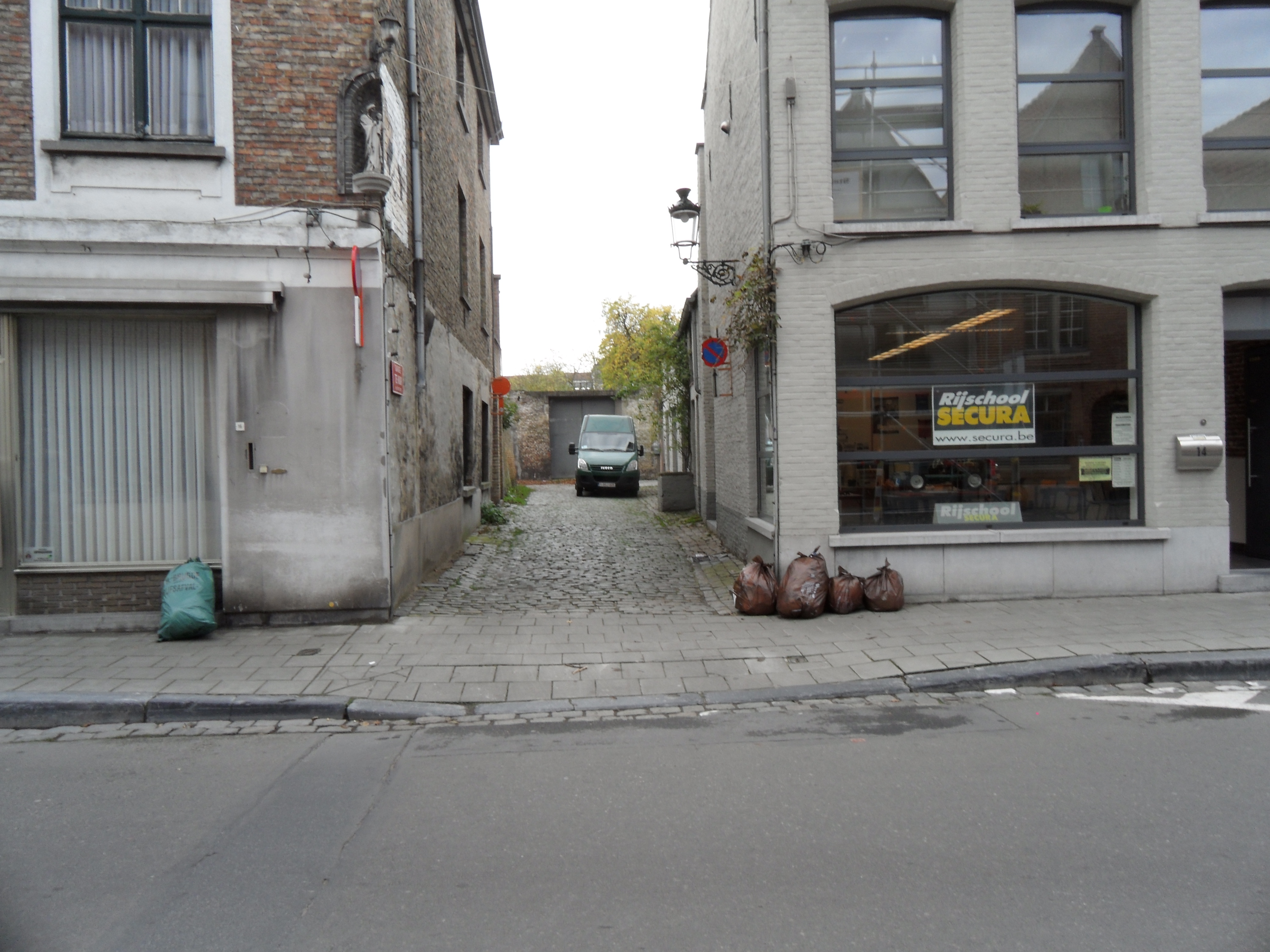
Steeg zonder naam in de Gentpoortstraat

## Huisnummers
Het officieel vastleggen van de straatnamen in 1790 had ook nog een bijkomend doel. Tegelijk werd aan ieder huis een nummer gegeven dat uit drie elementen bestond: een letter (van A tot F om het stadsdeel aan te duiden) - een nummer om de sectie of wijk aan te duiden - het huisnummer. Deze manier van nummeren werd al in 1807 (Franse Tijd) afgeschaft en vervangen door een nummering, niet meer per wijk, maar per straat, met alleen maar nummers (even en oneven aan elke straatkant). In 1826 (Hollandse Tijd) keerde men terug naar de Oostenrijkse nummering. In 1866 werd opnieuw overgestapt naar de Franse nummering, per straat. Het nummer werd voorafgegaan door de letter van het stadsdeel. In de loop van de 20ste eeuw is de letter weggevallen.
De verf was destijds duidelijk van goede kwaliteit. Zo komt het dat op een paar huizen nog steeds het originele Oostenrijkse nummer is af te lezen.

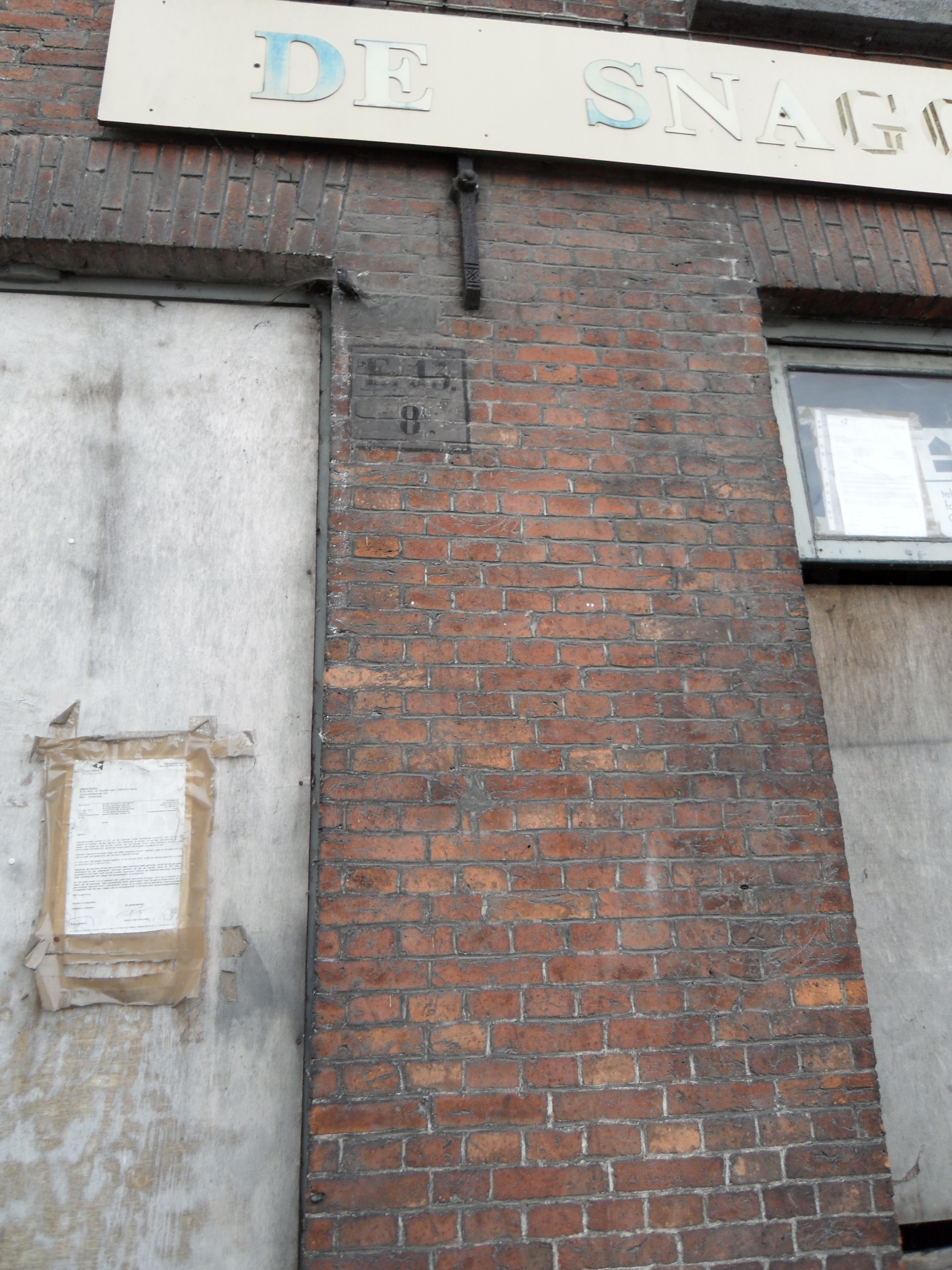
Het Oostenrijks huisnummer E13.8 was nog aanwezig op Langerei 20. Dit gebouw werd begin 2014, na een jarenlange strijd voor het behoud, dan toch door de eigenaar gesloopt.
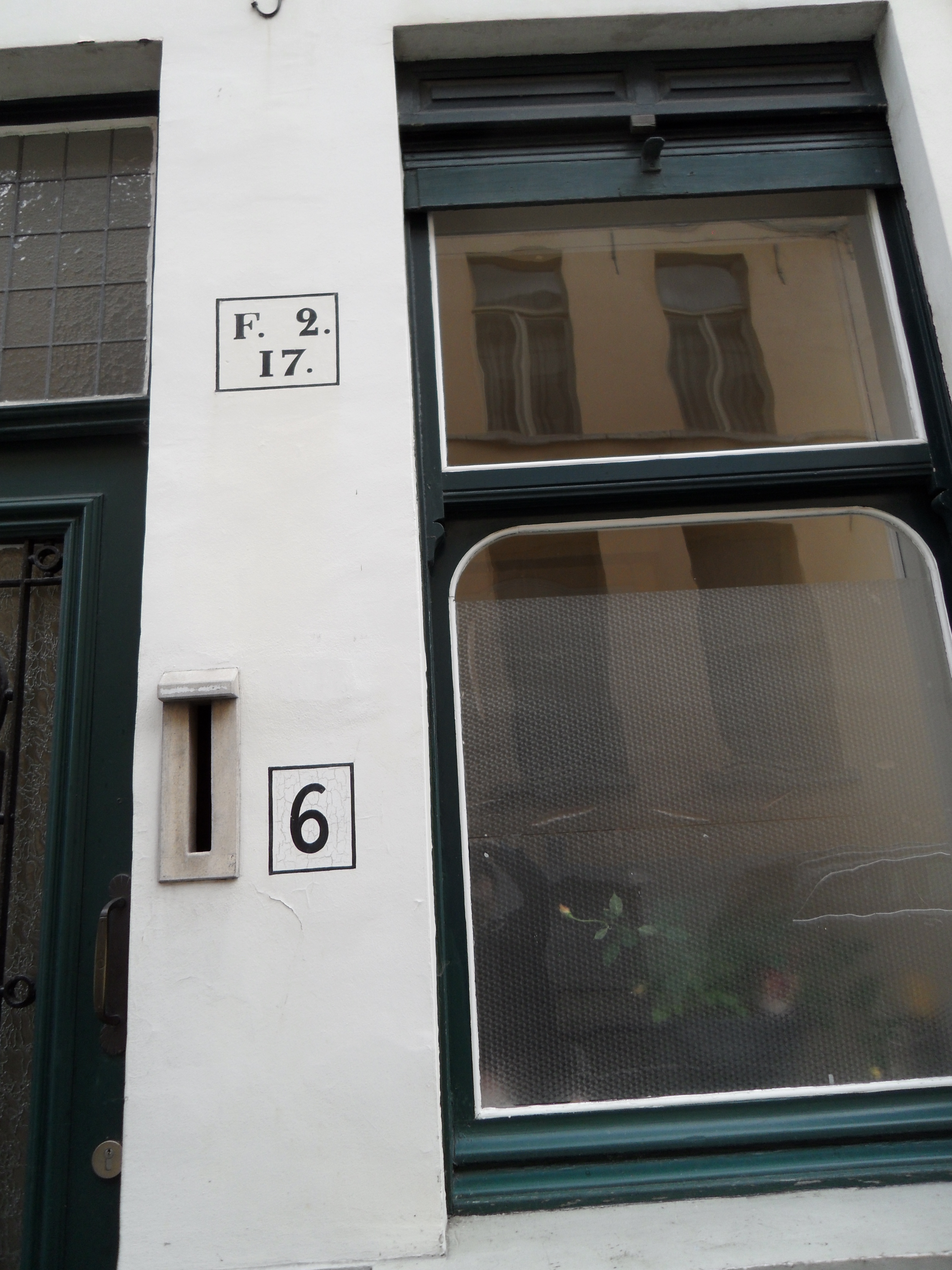
Een eigenaar met historische belangstelling heeft, bij het herschilderen van deze woning in de Korte Winkel, naast het actuele nummer, ook het Oostenrijkse nummer bewaard.
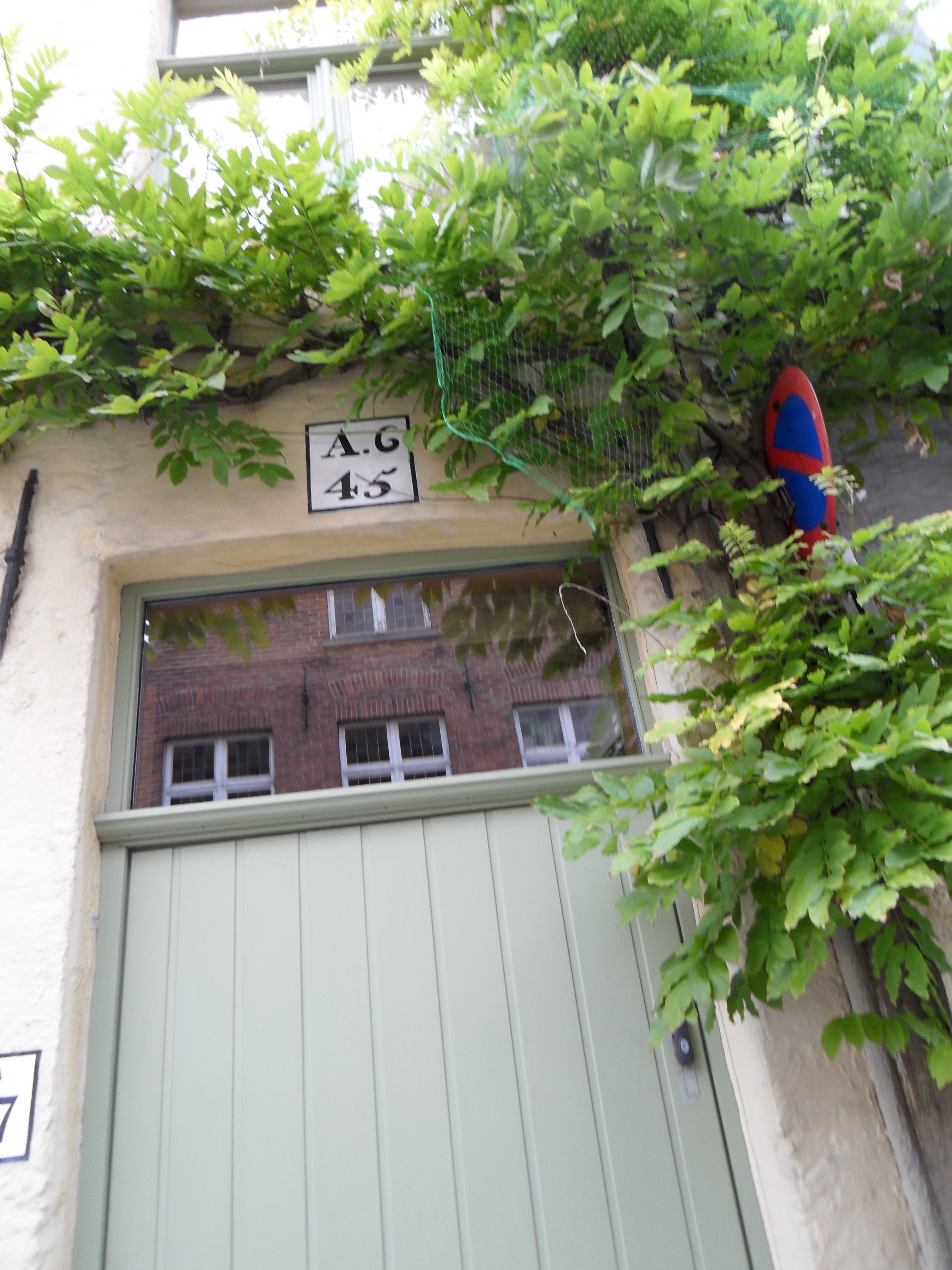
Het Oostenrijkse nummer A6.45 staat nog boven de deur van het huis Verbrand Nieuwland 67.
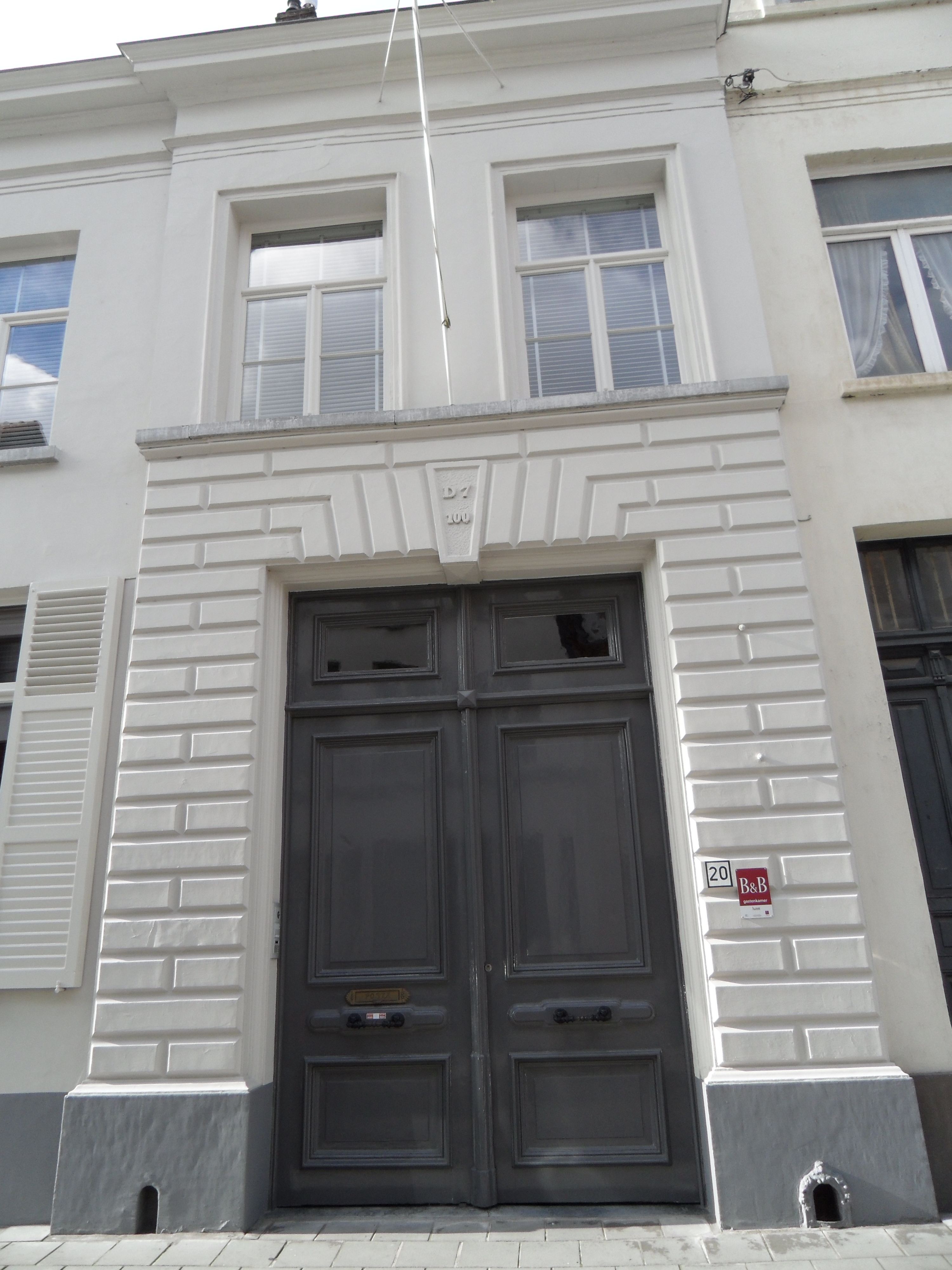
De 19de-eeuwse eigenaar van Oude Zak 10 heeft het Oostenrijkse huisnummer D7.100 vereeuwigd door het te beitelen in het fronton boven de ingangspoort.